# 马瑙斯翼龙
马瑙斯翼龙（英文：Manaus Pterosaur）是一种据传出没于巴西亚马逊州马瑙斯的翼展12英尺、头部平坦、颈部与喙较长、类似翼龙神秘动物。1947年2月，JA·哈里森（JA Harrison）在马瑙斯看见五只翼展12英尺、以V形编队飞行疑似翼龙的生物。哈里森描述，它们的翅膀类似棕色皮革、没有羽毛、翅膀似乎有棱状条纹。有理论认为，马瑙斯翼龙是被误认的鸟类，比如：裸颈鹳、林鹳、黑尾鹳与鹈鹕。